# Николай Масалски
Николай Фьодорович Масалски (на руски: Николай Фёдорович Масальский) е руски княз, офицер, генерал от артилерията. Участник в Руско-турската война (1877-1878).

## Биография
Николай Масалски е роден на 18 март 1812 г. в Русия в семейството на потомствен дворянин, наследствен княз. Посвещава се на военното поприще. Завършва Михайловскито артилерийско училище (1832).
Започва военната си служба в 1-ва артилерийска бригада. Участва в бойните действия в Кавказката война. Командироват е в Персия за устройство на артилерийско военно училище. Служи във 2-ра лейбгвардейска артилерийска бригада и е повишен във военно звание полковник от 1834 г. и генерал-майор от 1852 г.
Участва в Кримската война от 1853-1846 г. Спира атаките на англо-френската ескадра при Свеаборг и Кронщадт. Командир на 4-та артилерийска дивизия. Повишен е във военно звание генерал-лейтенант от 1860 г. Началник на артилерията на Варшавския и Санктпетербургския военен окръг (1865-1867). Повишен е във военно звание генерал-адютант от 1870 г.
Участва в Руско-турската война (1877-1878). Назначен е за началник на артилерията на Действуващата руска армия на Балканския полуостров. Член на Полевия щаб с командир генерал-лейтенант Артур Непокойчицки. Отличава се при обсадата на Плевен. Организира обсадния артилерийски пръстен и действията на обсадната артилерия. Награден е с орден „Свети Георги“ III ст.
След войната е награден с орден „Свети Александър Невски“. Повишен е във военно звание генерал от артилерията. Член на Военния съвет на Руската армия (1879).